# Вресински, Жозеф
Жозеф Вресински (фр. Joseph Wresinski, пол. Józef Wrzesiński; 12 февраля 1917, Анже, Франция — 14 февраля 1988, Сюрен, Франция) — французский католический священник, общественный деятель, философ, правозащитник, основатель международного движения АТД Четвёртый Мир.
Родился в семье иммигрантов, укрывшихся во Франции во время Первой мировой войны. Мать — испанка, отец — поляк. Детство Жозефа прошло в нищете. Свою зрелую жизнь Жозеф Вресински посвятил борьбе с различными формами бедности.
В 1946 году Жозеф Вресински был посвящен в сан католического священника. В 1954 году по предложению епископа начал службу в лагере бездомных парижского пригорода Нуази-ле-Гран, где проживали 252 семьи. В следующем году Жозеф Вресински вместе с жителями трущоб в Нуази-ле-Гран основывает движение известное позже как АТД Четвертый Мир, которое было призвано бороться за права самых бедных слоев населения. С временем к Жозефу Вресинскому присоединяются волонтеры. Благодаря сторонникам идей Вресинского и волонтерам с разных стран движение становится международным.
Жозеф Вресинский считал представителей наиболее бедных и социально исключенных слоев населения, с их жизненным опытом и знаниями, важнейшими партнерами в создании социальной политики. На протяжении многих лет с движением АТД Четвертый Мир он пытался повлиять на французское общество и политику таким образом, чтобы мнение и потребность бедных действительно принималась во внимание.
По инициативе Вресинского 17 октября 1987 в Париже на пл. Трокадеро в присутствии стотысячной манифестации был торжественно открыт мемориальный камень памяти жертв бедности. С 1992 года 17 октября объявлено Генеральной Ассамблеей ООН Международным Днем борьбы с бедностью.
Похоронен Жозеф Вресински в Мэри-сур-Уаз недалеко от Парижа.